# Irvington (Illinois)
Irvington é uma vila localizada no estado americano de Illinois, no Condado de Washington.

## Demografia
Segundo o censo americano de 2000, a sua população era de 736 habitantes.
Em 2006, foi estimada uma população de 696, um decréscimo de 40 (-5.4%).

## Geografia
De acordo com o United States Census Bureau tem uma área de
2,2 km², dos quais 2,2 km² cobertos por terra e 0,0 km² cobertos por água. Irvington localiza-se a aproximadamente 162 m acima do nível do mar.

## Localidades na vizinhança
O diagrama seguinte representa as localidades num raio de 12 km ao redor de Irvington.